# PlayStation 4
PlayStation 4 (абревиатура PS4) е игрална конзола на Sony Computer Entertainment (част от концерна Sony). Анонсирана е като наследник на PlayStation 3 по време на пресконференция на 20 февруари 2013 г., продажбите стартират на 15 ноември 2013 г. в Северна Америка и на 29 ноември 2013 г. в Европа и Австралия. За България конзолата е официално достъпна от 29 януари 2014 г. За Япония е в продажба от 22 февруари 2014 г. Тя се конкурира с Wii U на Nintendo и Xbox One на Microsoft като една от осмата генерация игрови конзоли.
Загърбвайки сложната Cell архитектура на своя предшественик, PlayStation 4 залага на по-широко разпространената x86-64 с надежда да привлече широк кръг от разработчици и подкрепа за системата. Sony цели по-голям фокус върху социален геймплей включвайки „сподели“ бутон на новите контролери позволяващ преглед как играеш в реално време от приятели.
Конзолата позволява интерактивност с останалите услуги и устройства чрез следните медоти: PlayStation Now – облачно-базирана игрова услуга, която предлага поточно игрово съдържание; PlayStation App – разработена да подобри геймплея чрез използване на смартфони и таблети като втори екран; PlayStation Vita проекта – за игра на множество от PlayStation 4 игрите през безжичен Remote Play.

## Хардуер
Технически спецификации:
- CPU – ниско мощен x86-64 AMD Jaguar, 8 ядрен
- GPU – 1,84 TFLOPS, AMD Radeon
- RAM – 8GB GDDR5
- HDD – вграден
- Оптичен диск – BD 6xCAV; DVD 8xCAV

свързване:
- USB 3.0
- Етернет (10BASE-T, 100BASE-T, 1000BASE-T)
- Wi-Fi 802.11 b/g/n
- Bluetooth 2.1 (EDR)
- HDMI
- аналогов AV изход
- дигитален (оптичен) изход

### PlayStation 4 Slim
На 7 септември 2016 г. Sony обявиха нова PlayStation 4 версия наречена неофициално Slim (CUH-2000), която ще замени първоначалният модел. Без промени в хардуерно отношение, единствено с обновена визия – 40% по-малък размер спрямо основните параметри на PlayStation 4. В България се продава от 16 септември 2016 г.

### PlayStation 4 Pro
На 7 септември 2016 г. Sony промотираха и втора конзола – PlayStation 4 Pro (с кодово име Neo, CUH-7000). Въпреки че хардуерът е надграден за да поддържа 4K резолюция в определени игри, както и виртуална реалност PlayStation VR, то това не е ново поколение конзола и PS4 игрите ще са съвместими с всички PS4 конзоли. В България се продава от 10 ноември 2016 г.

## Софтуер
PlayStation 4 се обслужва от операционна система наречена „Orbis OS“, която използва модифицирано ядро на FreeBSD.

## Продажби
Над 2,1 милиона конзоли са били продадени по света към 3 декември 2013 г. На 8 януари 2014 г. Sony обявяват, че са продадени 4,2 милиона бройки към 28 декември 2013 г. и системата е достъпна в 53 държави и територии по цял свят.
До 8 февруари, две седмици преди премиерата на конзолата в Япония, Sony обявяват, че са достигнали 5,3 милиона продажби.